# R Cassiopeiae
R Cassiopeiae é uma estrela na constelação de Cassiopeia.
R Cassiopeiae é uma estrela gigante vermelha de tipo M, com uma magnitude aparente de +9.97. É classificada como estrela variável tipo Mira, e seu brilho varia de magnitude +4,7 a +13,5, com um período de 430,5 dias. Está a aproximadamente 348 anos-luz da Terra.